# Практична астрономія
Практична астрономія — розділ астрометрії, присвячений способам визначення з астрономічних спостережень часу, географічних координат і азимутів напрямів; теорії, дослідженню і практиці роботи відповідних астрономічних інструментів; методам визначення координат небесних світил. Застосовують у геодезії (геодезична астрономія), судноплавстві (мореплавна астрономія) та повітроплаванні (авіаційна астрономія). Вирішення задач практичної астрономії розробляються методами сферичної астрономії і базуються на розв'язуванні паралактичного трикутника (полюс світу — зеніт місця спостереження — спостережуване світило) після вимірювання його деяких елементів. Для астрономічних спостережень використовують призмову астролябію, зенітний телескоп, пасажний інструмент, морський і авіаційний секстанти, теодоліт, універсальний інструмент та інші; для визначення довготи використовують польовий хронометр і радіоприймач для прийому сигналів часу. Певне число задач практичної астрономії розв'язується шляхом спостереження штучних небесних тіл.